# Кућа у Батровцима
Кућа у Батровцима је грађевина која је саграђена током Народноослободилачких борби. С обзиром да представља значајну историјску грађевину, проглашена је непокретним културним добром Републике Србије. Налази се у Батровцима, под заштитом је Завода за заштиту споменика културе Сремска Митровица.

## Историја
Српски књижевник, академик, секретар и председник Матице српске Живан Милисавац је рано прихватио левичарске идеје. Као студент је био један од организатора Омладинског културно-привредног покрета 1936. године и уредник омладинског листа Наш живот (1936—1938). У септембру 1939. је позван на одслужење војног рока у противавионској одбрани у Београду, а затим у гарнизон у Алексинцу. Због комунистичке делатности војни рок му је продужен па је у војсци остао све до капитулације априла 1941. Првих година Другог светског рата у Југославији је илегално живео у Сремској Каменици, а у септембру 1943. се прикључио партизанима. У четвртој војвођанској бригади је био задужен за културно-просветни рад, а када је бригада прешла у Источну Босну постављен је за комесара пратеће чете бригадног штаба. У фебруару 1944. је премештен у Агитпроп Главног штаба Војводине где је радио на информативним билтенима. Од маја 1944. до ослобођења Новог Сада 29. октобра 1944. је уређивао партизански лист Истина. Његова кућа је значајна по томе што су у њој у периоду од новембра 1943. до 22. јула 1944. одржавани састанци ОК Савеза комуниста Југославије и Народно-ослободилачког одбора за Срем на којима су доношене одлуке важне за развијање устанка и органа народне власти у овом крају. У централни регистар је уписана 27. децембра 1999. под бројем СК 1552, а у регистар Завода за заштиту споменика културе Сремска Митровица 20. децембра 1999. под бројем СК 115.